# 阿维夫·科哈维
阿维夫·科哈维（1964年4月23日—），曾任以色列国防军总参谋长。在以色列人从加沙地区撤出期间是以色列加沙驻军的指挥官，兼任以色列北方司令部总指挥官。他曾擔任以色列军事情报局局长。他還是一位素食主義者。